# Mitja Bervar
Mitja Bervar (ur. 18 lipca 1965) – słoweński polityk i menedżer branży kulturalnej, w latach 2012–2017 przewodniczący Rady Państwa.

## Życiorys
W młodości trenował koszykówkę i piłkę ręczną. Ukończył studia ekonomiczne, uzyskał magisterium z zarządzania na Univerza na Primorskem. Zawodowo związany z branżą kulturalną. Był sekretarzem generalnym towarzystwa słoweńskich kompozytorów (2001–2009) oraz centrum informacji muzycznej SIGIC (2004–2009). Przewodniczył radzie organizacyjnej festiwalu ISCM World Music Days w Lublanie (2003). Od 2009 do 2012 pełnił funkcję dyrektora opery w Lublanie.
Wszedł w skład Rady Państwa jako przedstawiciel środowiska kultury i sportu. Od grudnia 2012 do grudnia 2017 stał na czele izby wyższej słoweńskiego parlamentu. W 2017 został członkiem komitetu wykonawczego Partii Nowoczesnego Centrum, zrezygnował jednak z funkcji partyjnych w 2018.
Zawarł związek małżeński z Sonją Kralj Bervar, która była wiceprzewodniczącą Liberalnej Demokracji Słowenii. Ojciec dwójki dzieci.